# Giải vô địch bóng đá Đông Nam Á 2022
Giải vô địch bóng đá Đông Nam Á 2022 (tiếng Anh: 2022 AFF Championship), tên chính thức là AFF Mitsubishi Electric Cup 2022 vì lý do tài trợ (cũng thường được gọi là AFF Cup 2022), là lần tổ chức thứ 14 của Giải vô địch bóng đá Đông Nam Á, giải đấu bóng đá của các quốc gia thuộc Liên đoàn bóng đá Đông Nam Á (AFF) và là lần đầu tiên dưới tên gọi AFF Mitsubishi Electric Cup sau khi tập đoàn Mitsubishi Electric trở thành nhà tài trợ tên giải. Giải đấu diễn ra từ ngày 20 tháng 12 năm 2022 đến ngày 16 tháng 1 năm 2023.
Thái Lan đã bảo vệ thành công chức vô địch sau khi giành chiến thắng với tổng tỷ số 3–2 trước Việt Nam trong hai lượt trận chung kết.

## Thể thức
Do đại dịch COVID-19 về cơ bản đã được kiểm soát nên AFF quyết định tổ chức AFF Mitsubishi Electric Cup 2022 theo thể thức thi đấu như năm 2018. Chín đội xếp hạng cao nhất sẽ tự động vượt qua vòng loại, trong khi các đội xếp thứ 10 và 11 thi đấu loại theo thể thức hai lượt. 10 đội tuyển tại vòng chung kết được chia thành hai bảng năm đội và thi đấu theo thể thức vòng tròn một lượt, mỗi đội thi đấu hai trận trên sân nhà và hai trận trên sân khách. Các trận bán kết và chung kết cũng sẽ diễn ra theo thể thức sân nhà–sân khách, với luật bàn thắng sân khách được áp dụng để xác định đội thắng nếu tổng tỷ số sau hai lượt đi và về có kết quả hòa.
Dù được đề xuất rất nhiều ở giải đấu lần trước, VAR sẽ không được áp dụng tại giải đấu lần này do những vướng mắc về việc triển khai hệ thống tại khu vực.

## Vòng loại
Chín đội tuyển đã được đặc cách vào thẳng vòng chung kết và được chia vào các nhóm tương ứng dựa trên thành tích tại hai giải đấu gần nhất. Brunei và Đông Timor là hai đội có thành tích thấp nhất sẽ phải thi đấu vòng loại với nhau qua hai lượt trận để xác định đội thứ 10 được lọt vào vòng bảng. Brunei đã giành chiến thắng trước Đông Timor với tổng tỷ số 6–3 để trở thành đội tuyển cuối cùng tham dự giải đấu.
Úc, thành viên chính thức của AFF từ năm 2013, vẫn không góp mặt tại giải đấu lần này.

### Các đội tuyển tham dự
| Đội tuyển   | Tham dự | Thành tích tốt nhất lần trước                                                      |
| ----------- | ------- | ---------------------------------------------------------------------------------- |
| Brunei      | 2 lần   | Vòng bảng (1996)                                                                   |
| Campuchia   | 9 lần   | Vòng bảng (1996, 2000, 2002, 2004, 2008, 2016, 2018, 2020)                         |
| Indonesia   | 14 lần  | Á quân (2000, 2002, 2004, 2010, 2016, 2020)                                        |
| Lào         | 13 lần  | Vòng bảng (1996, 1998, 2000, 2002, 2004, 2007, 2008, 2010, 2012, 2014, 2018, 2020) |
| Malaysia    | 14 lần  | Vô địch (2010)                                                                     |
| Myanmar     | 14 lần  | Hạng tư (2004), Bán kết (2016)                                                     |
| Philippines | 13 lần  | Bán kết (2010, 2012, 2014, 2018)                                                   |
| Singapore   | 14 lần  | Vô địch (1998, 2004, 2007, 2012)                                                   |
| Thái Lan    | 14 lần  | Vô địch (1996, 2000, 2002, 2014, 2016, 2020)                                       |
| Việt Nam    | 14 lần  | Vô địch (2008, 2018)                                                               |

## Bốc thăm
Lễ bốc thăm chia bảng diễn ra vào lúc 14:00 ICT (GMT+7) ngày 30 tháng 8 năm 2022 tại khách sạn Shangri-La Bangkok ở Băng Cốc, Thái Lan.
Mỗi bảng đấu sẽ bao gồm một đội tuyển từ mỗi nhóm hạt giống, tổng cộng năm nhóm với hai đội cho mỗi nhóm. Các đội tuyển được xếp vào các nhóm hạt giống dựa vào thành tích của hai giải đấu trước đó. Việc xếp hạng sẽ ưu tiên vị trí cao nhất mà đội tuyển đó đạt được trong hai giải đấu. Nếu thành tích ngang nhau, ưu tiên giải gần nhất.
Tại thời điểm bốc thăm, đội tuyển vượt qua vòng loại chưa được xác định và tự động được xếp vào nhóm 5.
| Nhóm | Đội tuyển   | 2020 | 2018 |
| ---- | ----------- | ---- | ---- |
| 1    | Thái Lan    | 1    | 3    |
| 1    | Việt Nam    | 3    | 1    |
| 2    | Indonesia   | 2    | 7    |
| 2    | Malaysia    | 6    | 2    |
| 3    | Singapore   | 4    | 5    |
| 3    | Philippines | 5    | 4    |
| 4    | Myanmar     | 8    | 5    |
| 4    | Campuchia   | 7    | 8    |
| 5    | Lào         | 9    | 9    |
| 5    | Brunei      | VL   | VL   |

## Địa điểm
| Kuala Lumpur                      | Kuala Lumpur | Jakarta | Phnôm Pênh                          |
| --------------------------------- | --- | --- | ----------------------------------- |
| Sân vận động Quốc gia Bukit Jalil | Sân vận động Kuala Lumpur                                                                                       | Sân vận động Gelora Bung Karno                                                                                  | Sân vận động Quốc gia Morodok Techo |
| Sức chứa: 87.411                  | Sức chứa: 18.000                                                                                                | Sức chứa: 77.193                                                                                                | Sức chứa: 60.000                    |
|                                   | | |                                     |
| Hà Nội                            | Vị trí các sân vận động của Giải vô địch bóng đá Đông Nam Á 2022Giải vô địch bóng đá Đông Nam Á 2022 (Thế giới) | Vị trí các sân vận động của Giải vô địch bóng đá Đông Nam Á 2022Giải vô địch bóng đá Đông Nam Á 2022 (Thế giới) | Yangon                              |
| Sân vận động Quốc gia Mỹ Đình     | Vị trí các sân vận động của Giải vô địch bóng đá Đông Nam Á 2022Giải vô địch bóng đá Đông Nam Á 2022 (Thế giới) | Vị trí các sân vận động của Giải vô địch bóng đá Đông Nam Á 2022Giải vô địch bóng đá Đông Nam Á 2022 (Thế giới) | Sân vận động Thuwunna               |
| Sức chứa: 40.192                  | Vị trí các sân vận động của Giải vô địch bóng đá Đông Nam Á 2022Giải vô địch bóng đá Đông Nam Á 2022 (Thế giới) | Vị trí các sân vận động của Giải vô địch bóng đá Đông Nam Á 2022Giải vô địch bóng đá Đông Nam Á 2022 (Thế giới) | Sức chứa: 32.000                    |
|                                   | Vị trí các sân vận động của Giải vô địch bóng đá Đông Nam Á 2022Giải vô địch bóng đá Đông Nam Á 2022 (Thế giới) | Vị trí các sân vận động của Giải vô địch bóng đá Đông Nam Á 2022Giải vô địch bóng đá Đông Nam Á 2022 (Thế giới) |                                     |
| Pathum Thani                      | Viêng Chăn | Manila | Kallang                             |
| Sân vận động Thammasat            | Sân vận động Quốc gia Lào mới                                                                                   | Sân vận động tưởng niệm Rizal                                                                                   | Sân vận động Jalan Besar            |
| Sức chứa: 25.000                  | Sức chứa: 25.000                                                                                                | Sức chứa: 12.873                                                                                                | Sức chứa: 6.000                     |
|                                   | | |                                     |

## Đội hình
Mỗi đội được đăng ký danh sách sơ bộ gồm 50 cầu thủ. Danh sách chính thức của các đội bao gồm 23 cầu thủ (trong đó có 3 thủ môn) và phải đăng ký một ngày trước ngày trận đấu diễn ra.

## Trọng tài
Dưới đây là các trọng tài được phân công tại giải đấu. Khi trận đấu được phát sóng, các trợ lý trọng tài và trọng tài thứ tư không được công bố.
Trọng tài
| Country      | Referee             | Assistant referees                                              |
| ------------ | ------------------- | --------------------------------------------------------------- |
| Taiwan       | Chen Hsin-chuan     | Brunei - Thái Lan (Bảng A)                                      |
| Hong Kong    | Tam Ping Wun        | Philippines - Brunei (Bảng A)                                   |
| Japan        | Araki Yusuke        | Việt Nam - Indonesia (Bán kết lượt về)                          |
| Japan        | Iida Jumpei         | Thái Lan - Việt Nam (Chung kết lượt về)                         |
| Japan        | Kasahara Hiroki     | Lào - Việt Nam (Bảng B) Singapore - Việt Nam (Bảng B)           |
| Japan        | Sato Ryuji          | Indonesia - Campuchia (Bảng A) Việt Nam - Malaysia (Bảng B)     |
| Japan        | Yamamoto Yudai      | Thái Lan - Philippines (Bảng A)                                 |
| Jordan       | Adham Makhadmeh     | Thái Lan - Malaysia (Bán kết lượt về)                           |
| Jordan       | Ahmed Faisal Al Ali | Myanmar - Malaysia (Bảng B) Philippines - Indonesia (Bảng A)    |
| Oman         | Omar Al-Yaqoubi     | Lào - Singapore (Bảng B) Indonesia - Việt Nam (Bán kết lượt đi) |
| Saudi Arabia | Mohammed Al Hoaish  | Indonesia - Thái Lan (Bảng A) Malaysia - Singapore (Bảng B)     |
| Saudi Arabia | Majed Al-Shamrani   | Campuchia - Philippines (Bảng A) Malaysia - Lào (Bảng B)        |
| South Korea  | Choi Hyun-jai       | Campuchia - Brunei (Bảng A) Việt Nam - Myanmar (Bảng B)         |
| South Korea  | Kim Dae-yong        | Malaysia - Thái Lan (Bán kết lượt đi)                           |
| South Korea  | Kim Hee-gon         | Brunei - Indonesia (Bảng A)                                     |
| South Korea  | Kim Jong-hyeok      | Singapore - Myanmar (Bảng B)                                    |
| South Korea  | Ko Hyung-jin        | Việt Nam - Thái Lan (Chung kết lượt đi)                         |
| UAE          | Omar Mohamed Al Ali | Thái Lan - Campuchia (Bảng A)                                   |
| Uzbekistan   | Aziz Asimov         | Myanmar - Lào (Bảng B)                                          |

Trợ lý trọng tài
- Mohammad Faisal Ali
- Chen Hsiao-en
- So Kai Man
- Nurhadi Sulchan
- Bambang Syamsudar
- Hamamoto Yusuke
- Mihara Jun
- Nishihashi Isao
- Takagi Takumi
- Takebe Yosuke
- Watanabe Kota
- Hamza Adel Abu Obaid
- Mohammad Al Kalaf
- Ahmad Al Roalleh
- Ahmad Mansour Samara Muhsen
- Bang Ki-yeol
- Jang Jong-pil
- Kang Dong-ho
- Kwak Seung-soon
- Park Kyun-yong
- Park Sang-jun
- Song Bong-keun
- Omar Ali Al Jamal
- Faisal Nasser Al Qahtani
- Abdulrahim Al Shammari
- Khalaf Zaid Al Shammari
- Fahad Awaiedh Al Umri
- Kilar Ladsavong
- Mohd Arif Shamil Abdul Rasid
- Hamed Talib Al Ghafri
- Faisal Eid Alshammari
- Juma Al Burshaid
- Yousuf Al Shamari
- Ronnie Koh Min Kiat
- Apichit Nophuan
- Tanate Chuchuen
- Supawan Hinthong
- Pattarapong Kijsathit
- Jasem Abdulla Al Ali
- Timur Gaynullin
- Nguyễn Trung Hậu

Trọng tài thứ tư
- Abdul Hakim Mohd Haidi
- Chy Samdy
- Thoriq Alkatiri
- Xaypaseuth Phongsanit
- Souei Vongkham
- Yassin Tuan Mohd Hanafiah
- Muhammad Usaid Jamal
- Muhammad Nazmi Nasaruddin
- Mohd Amirul Izwan Yaacob
- Kyaw Zwall Lwin
- Clifford Daypuyat
- Songkran Bunmeekiart
- Pansa Chaisanit
- Mongkolchai Pechsri
- Sivakorn Pu-Udom
- Warintorn Sassadee
- Torphong Somsing
- Ahmad A'Qashah
- Muhammad Taqi Al Jaafari
- Ngô Duy Lân

## Lịch thi đấu
| Giai đoạn               | Các ngày   | Các ngày             | Các ngày              |
| Vòng bảng               | Lượt trận  | Bảng A               | Bảng B                |
| ----------------------- | ---------- | -------------------- | --------------------- |
| Vòng bảng               | Lượt đấu 1 | 20 tháng 12 năm 2022 | 21 tháng 12 năm 2022  |
| Vòng bảng               | Lượt đấu 2 | 23 tháng 12 năm 2022 | 24 tháng 12 năm 2022  |
| Vòng bảng               | Lượt đấu 3 | 26 tháng 12 năm 2022 | 27 tháng 12 năm 2022  |
| Vòng bảng               | Lượt đấu 4 | 29 tháng 12 năm 2022 | 30 tháng 12 năm 2022  |
| Vòng bảng               | Lượt đấu 5 | 2 tháng 1 năm 2023   | 3 tháng 1 năm 2023    |
| Vòng đấu loại trực tiếp | Trận       | Lượt đi              | Lượt về               |
| Vòng đấu loại trực tiếp | Bán kết    | 6–7 tháng 1 năm 2023 | 9–10 tháng 1 năm 2023 |
| Vòng đấu loại trực tiếp | Chung kết  | 13 tháng 1 năm 2023  | 16 tháng 1 năm 2023   |

## Vòng bảng
Các tiêu chí
Các đội được xếp hạng theo điểm (3 điểm cho một trận thắng, 1 điểm cho một trận hòa, 0 điểm cho một trận thua), và nếu bằng điểm, các tiêu chí sau sẽ được áp dụng theo thứ tự để xác định thứ hạng:
1. Điểm số đạt được trong tất cả các trận đấu vòng bảng;
2. Hiệu số bàn thắng thua trong tất cả các trận đấu vòng bảng;
3. Số bàn thắng ghi được trong tất cả các trận đấu vòng bảng;

Nếu hai hoặc nhiều đội bằng nhau ở cả ba tiêu chí trên, vị trí sẽ được xác định như sau:
1. Kết quả đối đầu trực tiếp giữa các đội liên quan;
2. Sút luân lưu nếu hai đội liên quan gặp nhau trong trận cuối cùng;
3. Bốc thăm của ban tổ chức.

### Bảng A
| VT | Đội         | ST | T | H | B | BT | BB | HS  | Đ  | Giành quyền tham dự     |
| -- | ----------- | -- | - | - | - | -- | -- | --- | -- | ----------------------- |
| 1  | Thái Lan    | 4  | 3 | 1 | 0 | 13 | 2  | +11 | 10 | Vòng đấu loại trực tiếp |
| 2  | Indonesia   | 4  | 3 | 1 | 0 | 12 | 3  | +9  | 10 | Vòng đấu loại trực tiếp |
| 3  | Campuchia   | 4  | 2 | 0 | 2 | 10 | 8  | +2  | 6  |                         |
| 4  | Philippines | 4  | 1 | 0 | 3 | 8  | 10 | −2  | 3  |                         |
| 5  | Brunei      | 4  | 0 | 0 | 4 | 2  | 22 | −20 | 0  |                         |

| Campuchia                         | 3–2                              | Philippines      |
| --------------------------------- | -------------------------------- | ---------------- |
| Bunheing 16', 59' · Chanpolin 20' | Chi tiết (AFFMEC) Chi tiết (AFF) | Daniels 41', 55' |

| Brunei | 0–5                              | Thái Lan                                                                      |
| ------ | -------------------------------- | ----------------------------------------------------------------------------- |
|        | Chi tiết (AFFMEC) Chi tiết (AFF) | Phala 19' · Dangda 44' · Yunus 88' (l.n.) · Chamratsamee 90+1' (ph.đ.), 90+3' |

| Philippines                                               | 5–1                              | Brunei     |
| --------------------------------------------------------- | -------------------------------- | ---------- |
| Daniels 7' · Reyes 12' · Melliza 50' · Rasmussen 51', 88' | Chi tiết (AFFMEC) Chi tiết (AFF) | Ramlli 70' |

| Indonesia          | 2–1                              | Campuchia |
| ------------------ | -------------------------------- | --------- |
| Egy 7' · Witan 35' | Chi tiết (AFFMEC) Chi tiết (AFF) | Krya 15'  |

| Brunei | 0–7                              | Indonesia                                                                                   |
| ------ | -------------------------------- | ------------------------------------------------------------------------------------------- |
|        | Chi tiết (AFFMEC) Chi tiết (AFF) | Abimanyu 20' · Dendy 41' · Egy 59' · Spasojevic 60' · Sananta 68' · Klok 86' · Sayuri 90+2' |

| Thái Lan                                           | 4–0                              | Philippines |
| -------------------------------------------------- | -------------------------------- | ----------- |
| Dangda 3', 41' (ph.đ.) · Adisak 57' · Bureerat 63' | Chi tiết (AFFMEC) Chi tiết (AFF) |             |

| Indonesia        | 1–1                              | Thái Lan   |
| ---------------- | -------------------------------- | ---------- |
| Klok 50' (ph.đ.) | Chi tiết (AFFMEC) Chi tiết (AFF) | Sarach 79' |

| Campuchia                                                                    | 5–1                              | Brunei       |
| ---------------------------------------------------------------------------- | -------------------------------- | ------------ |
| - Chanchav 31' - Taylor 50' (ph.đ.) - Sokpheng 73' (ph.đ.) - Pisoth 80', 88' | Chi tiết (AFFMEC) Chi tiết (AFF) | - Othman 21' |

| Thái Lan                                | 3–1                              | Campuchia    |
| --------------------------------------- | -------------------------------- | ------------ |
| Dangda 45+2' (ph.đ.), 90' · Purisai 50' | Chi tiết (AFFMEC) Chi tiết (AFF) | Chanthea 68' |

| Philippines     | 1–2                              | Indonesia                   |
| --------------- | -------------------------------- | --------------------------- |
| - Rasmussen 83' | Chi tiết (AFFMEC) Chi tiết (AFF) | - Dendy 21' - Marselino 43' |

### Bảng B
| VT | Đội       | ST | T | H | B | BT | BB | HS  | Đ  | Giành quyền tham dự     |
| -- | --------- | -- | - | - | - | -- | -- | --- | -- | ----------------------- |
| 1  | Việt Nam  | 4  | 3 | 1 | 0 | 12 | 0  | +12 | 10 | Vòng đấu loại trực tiếp |
| 2  | Malaysia  | 4  | 3 | 0 | 1 | 10 | 4  | +6  | 9  | Vòng đấu loại trực tiếp |
| 3  | Singapore | 4  | 2 | 1 | 1 | 6  | 6  | 0   | 7  |                         |
| 4  | Myanmar   | 4  | 0 | 1 | 3 | 4  | 9  | −5  | 1  |                         |
| 5  | Lào       | 4  | 0 | 1 | 3 | 2  | 15 | −13 | 1  |                         |

| Myanmar | 0–1                              | Malaysia  |
| ------- | -------------------------------- | --------- |
|         | Chi tiết (AFFMEC) Chi tiết (AFF) | Halim 52' |

| Lào | 0–6                              | Việt Nam |
| --- | -------------------------------- | --- |
|     | Chi tiết (AFFMEC) Chi tiết (AFF) | - Nguyễn Tiến Linh 15' · Đỗ Hùng Dũng 43' · Hồ Tấn Tài 55' · Đoàn Văn Hậu 58' · Nguyễn Văn Toàn 82' · Vũ Văn Thanh 90+1' |

| Malaysia                                                | 5–0                              | Lào |
| ------------------------------------------------------- | -------------------------------- | --- |
| - Agüero 29' · Halim 65', 68' · Haqimi 77' · Wilkin 87' | Chi tiết (AFFMEC) Chi tiết (AFF) |     |

| Singapore                                  | 3–2                              | Myanmar                   |
| ------------------------------------------ | -------------------------------- | ------------------------- |
| Ilhan Fandi 45' · Shahiran 49' · Anuar 74' | Chi tiết (AFFMEC) Chi tiết (AFF) | Maung Maung Lwin 34', 66' |

| Lào | 0–2                              | Singapore                     |
| --- | -------------------------------- | ----------------------------- |
|     | Chi tiết (AFFMEC) Chi tiết (AFF) | Irfan Fandi 32' · Anuar 90+4' |

| Việt Nam                                                               | 3–0                              | Malaysia |
| ---------------------------------------------------------------------- | -------------------------------- | -------- |
| Nguyễn Tiến Linh 28' · Quế Ngọc Hải 64' (ph.đ.) · Nguyễn Hoàng Đức 83' | Chi tiết (AFFMEC) Chi tiết (AFF) |          |

| Singapore | 0–0                              | Việt Nam |
| --------- | -------------------------------- | -------- |
|           | Chi tiết (AFFMEC) Chi tiết (AFF) |          |

| Myanmar                                    | 2–2                              | Lào                                  |
| ------------------------------------------ | -------------------------------- | ------------------------------------ |
| - Kyaw Min Oo 15' · Maung Maung Lwin 90+6' | Chi tiết (AFFMEC) Chi tiết (AFF) | - Vongchiengkham 12' · Ratxachak 46' |

| Việt Nam                                                             | 3–0                              | Myanmar |
| -------------------------------------------------------------------- | -------------------------------- | ------- |
| Kyaw Zin Lwin 8' (l.n.) · Nguyễn Tiến Linh 27' · Châu Ngọc Quang 72' | Chi tiết (AFFMEC) Chi tiết (AFF) |         |

| Malaysia                               | 4–1                              | Singapore   |
| -------------------------------------- | -------------------------------- | ----------- |
| Lok 35' · Wilkin 50', 54' · Agüero 88' | Chi tiết (AFFMEC) Chi tiết (AFF) | - Ramli 85' |

## Vòng đấu loại trực tiếp

### Sơ đồ
|  | Bán kết | Bán kết   | Bán kết  | Bán kết | Bán kết |   |     | Chung kết | Chung kết | Chung kết | Chung kết | Chung kết |
|  |         |           |          |         |         |   |     |           |           |           |           |           |
|  | A2      | Indonesia | 0        | 0       | 0       |   |     |           |           |           |           |           |
|  | B1      | Việt Nam  | 0        | 2       | 2       |   |     |           |           |           |           |           |
|  |         |           |          |         |         |   | SF1 | Việt Nam  | 2         | 0         | 2         |           |
|  |         | SF2       | Thái Lan | 2       | 1       | 3 |     |           |           |           |           |           |
|  | B2      | Malaysia  | 1        | 0       | 1       |   |     |           |           |           |           |           |
|  | A1      | Thái Lan  | 0        | 3       | 3       |   |     |           |           |           |           |           |

### Các trận đấu

#### Bán kết

##### Lượt đi
| Indonesia | 0–0                              | Việt Nam |
| --------- | -------------------------------- | -------- |
|           | Chi tiết (AFFMEC) Chi tiết (AFF) |          |

| Malaysia    | 1–0                              | Thái Lan |
| ----------- | -------------------------------- | -------- |
| - Halim 11' | Chi tiết (AFFMEC) Chi tiết (AFF) |          |

##### Lượt về
| Việt Nam                   | 2–0                              | Indonesia |
| -------------------------- | -------------------------------- | --------- |
| - Nguyễn Tiến Linh 3', 47' | Chi tiết (AFFMEC) Chi tiết (AFF) |           |

Việt Nam thắng với tổng tỉ số 2–0.
| Thái Lan                              | 3–0                              | Malaysia |
| ------------------------------------- | -------------------------------- | -------- |
| - Dangda 19' - Phala 55' - Adisak 71' | Chi tiết (AFFMEC) Chi tiết (AFF) |          |

Thái Lan thắng với tổng tỷ số 3–1.

#### Chung kết

##### Lượt đi
| Việt Nam                                | 2–2                              | Thái Lan                 |
| --------------------------------------- | -------------------------------- | ------------------------ |
| Nguyễn Tiến Linh 25' · Vũ Văn Thanh 88' | Chi tiết (AFFMEC) Chi tiết (AFF) | Poramet 48' · Sarach 63' |

##### Lượt về
| Thái Lan         | 1–0                              | Việt Nam |
| ---------------- | -------------------------------- | -------- |
| - Theerathon 24' | Chi tiết (AFFMEC) Chi tiết (AFF) |          |

Thái Lan thắng với tổng tỷ số 3–2.

## Thống kê

### Các giải thưởng
Các giải thưởng dưới đây đã được trao sau khi giải đấu kết thúc:
| Cầu thủ xuất sắc nhất | Cầu thủ trẻ xuất sắc nhất | Vua phá lưới                     | Giải phong cách |
| --------------------- | ------------------------- | -------------------------------- | --------------- |
| Theerathon Bunmathan  | Marselino Ferdinan        | Teerasil Dangda Nguyễn Tiến Linh | Malaysia        |

### Cầu thủ ghi bàn
Đã có 90 bàn thắng ghi được trong 26 trận đấu, trung bình 3.46 bàn thắng mỗi trận đấu.
6 bàn thắng
- Teerasil Dangda
- Nguyễn Tiến Linh

4 bàn thắng
- Faisal Halim

3 bàn thắng
- Stuart Wilkin
- Maung Maung Lwin
- Kenshiro Daniels
- Sebastian Rasmussen

2 bàn thắng
- Lim Pisoth
- Reung Bunheing
- Dendy Sulistyawan
- Egy Maulana Vikri
- Marc Klok
- Ezequiel Agüero
- Shawal Anuar
- Adisak Kraisorn
- Bordin Phala
- Peeradon Chamratsamee
- Sarach Yooyen
- Vũ Văn Thanh

1 bàn thắng
- Nur Ikhwan Othman
- Razimie Ramlli
- Choun Chanchav
- Keo Sokpheng
- Nick Taylor
- Orn Chanpolin
- Sareth Krya
- Sieng Chanthea
- Ilija Spasojević
- Marselino Ferdinan
- Ramadhan Sananta
- Syahrian Abimanyu
- Witan Sulaeman
- Yakob Sayuri
- Ekkamai Ratxachak
- Soukaphone Vongchiengkham
- Darren Lok
- Haqimi Azim
- Kyaw Min Oo
- Jesus Melliza
- Sandro Reyes
- Faris Ramli
- Ilhan Fandi
- Irfan Fandi
- Shah Shahiran
- Theerathon Bunmathan
- Poramet Arjvirai
- Sumanya Purisai
- Suphanan Bureerat
- Châu Ngọc Quang
- Đoàn Văn Hậu
- Đỗ Hùng Dũng
- Hồ Tấn Tài
- Nguyễn Hoàng Đức
- Nguyễn Văn Toàn
- Quế Ngọc Hải

1 bàn phản lưới nhà
- Yura Indera Putera Yunos (trong trận gặp Thái Lan)
- Kyaw Zin Lwin (trong trận gặp Việt Nam)

Nguồn: AFF

### Kỷ luật
Một cầu thủ hoặc quan chức của đội ngay lập tức bị đình chỉ thi đấu hoặc làm nhiệm vụ ở trận đấu tiếp theo nếu phải nhận một trong các hình phạt sau:
- Nhận 1 thẻ đỏ (thời gian đình chỉ vì thẻ đỏ có thể nhiều hơn nếu là lỗi vi phạm nghiêm trọng).
- Nhận 2 thẻ vàng trong 2 trận đấu khác nhau; thẻ vàng bị xóa sau khi kết thúc giai đoạn vòng bảng mà cầu thủ hoặc quan chức đó nhận một thẻ vàng (điều này không được áp dụng đến bất kỳ trận đấu quốc tế nào khác trong tương lai).[13][14]

Dựa vào các tiêu chí xếp hạng ở vòng bảng. Trong bảng xếp hạng, khi có hai hay nhiều đội có số bàn thắng, hiệu số, số điểm bằng nhau, điểm kỷ luật sẽ được xét đến (chỉ có thể áp dụng một khoản trừ cho một cầu thủ trong một trận đấu):
| Thẻ phạt                            | Hình thẻ                                  | Điểm    |
| ----------------------------------- | ----------------------------------------- | ------- |
| Thẻ vàng                            | Thẻ vàng                                  | −1 điểm |
| Thẻ đỏ gián tiếp (thẻ vàng thứ hai) | Thẻ vàng · Thẻ vàng-đỏ (thẻ đỏ gián tiếp) | −3 điểm |
| Thẻ đỏ trực tiếp                    | Thẻ đỏ                                    | −4 điểm |
| Thẻ vàng và thẻ đỏ trực tiếp        | Thẻ vàng · Thẻ đỏ                         | −5 điểm |

Các quyết định kỷ luật sau đây đã được thực hiện trong suốt giải đấu:
| Cầu thủ               | Vi phạm | Đình chỉ                                                                                                 |
| --------------------- | --- | --- |
| Boris Kok             | Bảng A gặp Philippines (lượt trận 1; 20 tháng 12 năm 2022) · Bảng A gặp Indonesia (lượt trận 2; 23 tháng 12 năm 2022) | Bảng A gặp Brunei (lượt trận 4; 29 tháng 12 năm 2022)                                                    |
| Nanda Kyaw            | Bảng B gặp Singapore (lượt trận 2; 24 tháng 12 năm 2022)                                                              | Bảng B gặp Lào (lượt trận 4; 30 tháng 12 năm 2022)                                                       |
| Alinur Rashimy Jufri  | Bảng A gặp Indonesia (lượt trận 3; 26 tháng 12 năm 2022)                                                              | Bảng A gặp Campuchia (lượt trận 4; 29 tháng 12 năm 2022)                                                 |
| Nguyễn Văn Toàn       | Bảng B gặp Malaysia (lượt trận 3; 27 tháng 12 năm 2022)                                                               | Bảng B gặp Singapore (lượt trận 4; 30 tháng 12 năm 2022)                                                 |
| Azam Azmi             | Bảng B gặp Việt Nam (lượt trận 3; 27 tháng 12 năm 2022)                                                               | Bảng B gặp Singapore (lượt trận 5; 3 tháng 1 năm 2023) Bán kết lượt đi gặp Thái Lan (7 tháng 1 năm 2023) |
| Sanrawat Dechmitr     | Bảng A gặp Indonesia (lượt trận 4; 29 tháng 12 năm 2022)                                                              | Bảng A gặp Campuchia (lượt trận 5; 2 tháng 1 năm 2023)                                                   |
| Jordi Amat            | Bảng A gặp Campuchia (lượt trận 2; 23 tháng 12 năm 2022) · Bảng A gặp Thái Lan (lượt trận 4; 29 tháng 12 năm 2022)    | Bảng A gặp Philippines (lượt trận 5; 2 tháng 1 năm 2023)                                                 |
| Maung Maung Lwin      | Bảng B gặp Singapore (lượt trận 2; 24 tháng 12 năm 2022) · Bảng B gặp Lào (lượt trận 4; 30 tháng 12 năm 2022)         | Bảng B gặp Việt Nam (lượt trận 5; 3 tháng 1 năm 2023)                                                    |
| Anantaza Siphongphan  | Bảng B gặp Malaysia (lượt trận 2; 24 tháng 12 năm 2022) · Bảng B gặp Myanmar (lượt trận 4; 30 tháng 12 năm 2022)      | Đội đã bị loại khỏi giải đấu                                                                             |
| Billy Ketkeophomphone | Bảng B gặp Việt Nam (lượt trận 1; 21 tháng 12 năm 2022) · Bảng B gặp Myanmar (lượt trận 4; 30 tháng 12 năm 2022)      | Đội đã bị loại khỏi giải đấu                                                                             |
| Peeradon Chamratsamee | Chung kết lượt về gặp Việt Nam (16 tháng 1 năm 2023)                                                                  | Đình chỉ sau giải đấu                                                                                    |

### Đội hình tiêu biểu
Đội hình tiêu biểu của giải đấu, do ban tổ chức bình chọn, là đội hình gồm những cầu thủ thi đấu ấn tượng nhất tại các vị trí được chọn lựa trong giải đấu.
| Cầu thủ      | Cầu thủ      | Cầu thủ | Cầu thủ            | Cầu thủ | Cầu thủ              | Cầu thủ  | Cầu thủ          | Cầu thủ |
| Thủ môn      | Thủ môn      | Hậu vệ  | Hậu vệ             | Tiền vệ | Tiền vệ              | Tiền đạo | Tiền đạo         |         |
| ------------ | ------------ | ------- | ------------------ | ------- | -------------------- | -------- | ---------------- | ------- |
| Đặng Văn Lâm | Đặng Văn Lâm | LB      | Sasalak Haiprakhon | LM      | Nguyễn Hoàng Đức     | LW       | Teerasil Dangda  |         |
| Đặng Văn Lâm | Đặng Văn Lâm | CB      | Jordi Amat         | CM      | Theerathon Bunmathan | CF       | Nguyễn Tiến Linh |         |
| Đặng Văn Lâm | Đặng Văn Lâm | CB      | Kritsada Kaman     | RM      | Sarach Yooyen        | RW       | Faisal Halim     |         |
| Đặng Văn Lâm | Đặng Văn Lâm | RB      | Đoàn Văn Hậu       | RM      | Sarach Yooyen        | RW       | Faisal Halim     |         |

### Bảng xếp hạng giải đấu
| Hạng                | Đội         | Trận | Thắng | Hòa | Thua | BT | BB | HS  | Điểm |
| ------------------- | ----------- | ---- | ----- | --- | ---- | -- | -- | --- | ---- |
| 1                   | Thái Lan    | 8    | 5     | 2   | 1    | 19 | 5  | +14 | 17   |
| 2                   | Việt Nam    | 8    | 4     | 3   | 1    | 16 | 3  | +13 | 15   |
| Bị loại ở bán kết   |             |      |       |     |      |    |    |     |      |
| 3                   | Malaysia    | 6    | 4     | 0   | 2    | 11 | 7  | +4  | 12   |
| 4                   | Indonesia   | 6    | 3     | 2   | 1    | 12 | 5  | +7  | 11   |
| Bị loại ở vòng bảng |             |      |       |     |      |    |    |     |      |
| 5                   | Singapore   | 4    | 2     | 1   | 1    | 6  | 6  | 0   | 7    |
| 6                   | Campuchia   | 4    | 2     | 0   | 2    | 10 | 8  | +2  | 6    |
| 7                   | Philippines | 4    | 1     | 0   | 3    | 8  | 10 | −2  | 3    |
| 8                   | Myanmar     | 4    | 0     | 1   | 3    | 4  | 9  | −5  | 1    |
| 9                   | Lào         | 4    | 0     | 1   | 3    | 2  | 15 | −13 | 1    |
| 10                  | Brunei      | 4    | 0     | 0   | 4    | 2  | 22 | −20 | 0    |

- Nguồn: AFF

## Tiền thưởng
Mặc dù có nhà trợ mới, song đội vô địch vẫn nhận mức tiền thưởng giống mùa giải trước là 300.000 đô la Mỹ. Trong khi đó, đội á quân sẽ nhận được 100.000 đô la Mỹ. Hai đội bóng dừng chân ở bán kết sẽ nhận thưởng 50.000 đô la Mỹ mỗi đội.

## Tiếp thị

### Bóng thi đấu
Warrix tiếp tục là nhà cung cấp các trang thiết bị thể thao cho giải đấu trong mùa giải thứ hai liên tiếp. Hãng đã giới thiệu quả bóng được đặt tên là BERSATU làm mẫu bóng thi đấu chính thức cho AFF Cup 2022.
Trong tiếng Thái, Bersatu có nghĩa là "đoàn kết". Trái bóng được cho là hiện thân của tình hữu nghị và yêu mến, tương trợ lẫn nhau của các quốc gia trong khu vực Đông Nam Á. Điều này còn được thể hiện qua những đường vân đa sắc trên quả bóng, chúng đồng thời là biểu tượng cho nhiệt huyết và năng lượng căng tràn trong mỗi trận đấu.
Trái bóng chính thức của AFF Cup được tạo hình bằng nhiệt thay vì chỉ khâu, giúp bóng bền bỉ, giữ trạng thái tốt hơn trong mọi điều kiện thời tiết. Vì vậy, cầu thủ sẽ kiểm soát và điều bóng dễ dàng hơn.

### Khẩu hiệu
Khẩu hiệu chính thức của giải đấu lần này là "Be The Game Changer" (tạm dịch: Hãy là người thay đổi cuộc chơi).

### Tài trợ
- Nguồn:[18]

| Nhà tài trợ tên giải  | Nhà tài trợ chính thức   | Đối tác hỗ trợ chính thức                                                     | Đối tác trang web bóng đá chính thức |
| --------------------- | ------------------------ | ----------------------------------------------------------------------------- | ------------------------------------ |
| - Mitsubishi Electric | - Tiger Brokers - Yanmar | - Acecook Vietnam - Herbalife Vietnam - Pocari Sweat - TMGM - TikTok - Warrix | - GOAL                               |

## Đối tác truyền thông
| Các nước trong khu vực quy định sở hữu bản quyền AFF Cup 2022                | Các nước trong khu vực quy định sở hữu bản quyền AFF Cup 2022 | Các nước trong khu vực quy định sở hữu bản quyền AFF Cup 2022 | Các nước trong khu vực quy định sở hữu bản quyền AFF Cup 2022 | Các nước trong khu vực quy định sở hữu bản quyền AFF Cup 2022 |
| Quốc gia                                                                     | Mạng phát sóng                                                | Kênh truyền hình                                              | Phát thanh                                                    | Nền tảng trực tuyến                                           |
| ---------------------------------------------------------------------------- | ------------------------------------------------------------- | ------------------------------------------------------------- | ------------------------------------------------------------- | ------------------------------------------------------------- |
| Brunei                                                                       | RTB                                                           | RTB Aneka                                                     | —                                                             | RTB Go                                                        |
| Campuchia                                                                    | FPT, Bayon TV                                                 | BTV, BTV News                                                 | —                                                             | —                                                             |
| Indonesia                                                                    | MNC Media, Emtek                                              | RCTI, iNews TV, Soccer Channel, MNC Sports                    | MNC Trijaya FM                                                | RCTI+, Vision+, Vidio                                         |
| Lào                                                                          | FPT                                                           | Lao Star Channel                                              | —                                                             | —                                                             |
| Malaysia                                                                     | Astro                                                         | Astro Arena, TV2, TV Okey, Sukan RTM                          | —                                                             | Astro Go, RTMKlik                                             |
| Myanmar                                                                      | FPT, Sky Net                                                  | Sky Net Sports HD, Sky Net Sports 4                           | —                                                             | —                                                             |
| Philippines                                                                  | MNC Media, Emtek                                              | One Sports                                                    | —                                                             | TAP Go                                                        |
| Singapore                                                                    | Mediacorp                                                     | Channel 5                                                     | —                                                             | meWATCH                                                       |
| Thái Lan                                                                     | SAT, Kong Salak Plus                                          | MCOT HD, T Sports 7                                           | Active Radio FM99                                             | —                                                             |
| Việt Nam                                                                     | FPT, VTV                                                      | VTV2, VTV5, VTV5 Tây Nam Bộ, VTV Cần Thơ                      | Pladio247                                                     | FPT Play, VTVgo                                               |
| Đài truyền hình trực tiếp sở hữu bản quyền giải đấu ngoài khu vực Đông Nam Á |                                                               |                                                               |                                                               |                                                               |
| Toàn cầu                                                                     | YouTube                                                       | —                                                             | —                                                             | AFF Mitsubishi Electric Cup Channel                           |
| Hàn Quốc                                                                     | Seoul Broadcasting System                                     | SBS, SBS Sports                                               | —                                                             | SBS TV Live, SBS Sports YouTube, SBS Now (tất cả các trận)    |

## Sự cố và tranh cãi
- Trong trận đấu bảng B giữa Việt Nam và Malaysia, trọng tài người Nhật Bản Satō Ryūji nhận nhiều chỉ trích khi trao quả phạt đền cho Việt Nam ở phút 59, sau một pha va chạm giữa Azam Azmi của Malaysia và Đoàn Văn Hậu của Việt Nam bên ngoài vòng cấm dẫn đến việc Azam bị đuổi khỏi sân.[37] Trước đó, ông đã bỏ qua hai tình huống tiểu xảo của Đoàn Văn Hậu với cầu thủ Malaysia, trong đó một lần Văn Hậu thúc cùi chỏ ngăn Azam xâm nhập vòng cấm địa và một lần khác giơ cao tay vào mặt trung vệ Sharul Nazeem trong một pha tranh chấp ở gần giữa sân.[38][39] Malaysia sau đó gửi đơn khiếu nại lên Liên đoàn bóng đá Đông Nam Á về các quyết định của trọng tài Satō Ryūji.[40] Ông cũng từng là người cầm còi trong trận Việt Nam thắng Malaysia 2–1 ở vòng loại 2 World Cup 2022 hồi tháng 6 năm 2021.[41][42] Khi đó, ông nhận nhiều chỉ trích từ phía Malaysia khi xác định Brendan Gan phạm lỗi với Nguyễn Văn Toàn trong vòng cấm giúp Việt Nam có quả phạt đền để ấn định chiến thắng.[43] Tuy nhiên, trước khi quyết định gây tranh cãi được đưa ra, Sato đã tuyên bố sẽ giải nghệ vào cuối năm 2022.[44][45] AFF sau đó đã ra án cấm 2 trận đối với hậu vệ Azam Azmi.[46][47]
- Tình trạng sân Mỹ Đình trước và trong giải đấu trở thành tâm điểm chỉ trích của người hâm mộ Việt Nam và khu vực.[48][49] Qua theo dõi trực tiếp tại sân và qua truyền hình, mặt cỏ sân Mỹ Đình bị nhiều cổ động viên đánh giá là tồi tệ, khi cỏ bị chết nhiều và để lộ những khoảng đất cứng rất xấu.[50][51] Các khán đài của sân vận động trở nên đầy bụi do không được lau dọn thường xuyên, cùng nhiều hạng mục khác trong và ngoài sân trở nên xuống cấp.[52] Ngoài ra, chất lượng hình ảnh truyền hình của các trận đấu tại Việt Nam cũng bị đặt dấu hỏi.[53][54]
- Trước trận đấu thuộc bảng A giữa Indonesia và Thái Lan, xe buýt chở đội khách khi đang di chuyển tới sân Gelora Bung Karno đã bị nhóm cổ động viên quá khích Indonesia vây kín và dùng gạch, đá ném vỡ kính; thậm chí một số còn đạp cửa xe và la hét, đốt pháo. Sau khi có sự can thiệp của lực lượng an ninh, xe chở tuyển Thái Lan thoát được ra khỏi đám đông hỗn loạn và vẫn kịp tới sân.[55][56][57] Trước sự việc đáng tiếc này, PSSI đã phải lên tiếng xin lỗi phía Thái Lan và thừa nhận rằng có hạn chế trong điều hành, dẫn tới vụ việc trên.[58][59] Trận đấu sau đó diễn ra bình thường với tỷ số chung cuộc 1–1, và không có thêm sự cố đáng tiếc nào liên quan đến các cổ động viên. Sau trận, huấn luyện viên Alexandré Pölking gọi hành động tấn công của cổ động viên chủ nhà là "đáng xấu hổ", trong khi huấn luyện viên Shin Tae-yong hiểu sự cuồng nhiệt của cổ động viên nhà, nhưng mong muốn người hâm mộ không tái diễn hành động này để tránh nhận án phạt thi đấu trên sân không khán giả của FIFA hay AFC.[60] Sau đó, ban tổ chức đã phải tăng cường các biện pháp phòng bị để bảo đảm an toàn cho Việt Nam trước trận bán kết lượt đi với chủ nhà Indonesia.[61][62]
- Trước trận bán kết lượt đi giữa Malaysia và Thái Lan, sân Bukit Jalil chỉ bán ra 59 nghìn vé cho các cổ động viên. Nguyên nhân là do một phần khán đâì đã được để trống để chuẩn bị cho buổi hòa nhạc của ca sĩ Châu Kiệt Luân diễn ra vào ngày 15 tháng 1, tức là chỉ 1 ngày trước trận chung kết lượt về.[63] Các cổ động viên Malaysia tỏ ra rất phẫn nộ khi niềm tự hào Bukit Jalil của họ không được lấp đầy trong trận đấu quan trọng này; nhiều người còn tràn vào trang Facebook chính thức của Châu Kiệt Luân để yêu cầu nam ca sĩ hủy bỏ buổi diễn.[64][65] Trước những bình luận gay gắt của khán giả, Châu Kiệt Luân đã lên tiếng trấn an rằng anh hoàn toàn có thể dời đêm diễn lại, nhưng điều đó còn phụ thuộc vào các nhà tổ chức.[66][67] Trước đó, Singapore cũng đã phải tổ chức các trận đấu tại vòng bảng trên sân cỏ nhân tạo Jalan Besar thay vì sân vận động quốc gia của họ cũng vì lý do này.[note 3][10][11]
- Trong trận đấu bán kết lượt đi giữa Malaysia và Thái Lan, trọng tài người Hàn Quốc Kim Dae-yong đã có quyết định gây tranh cãi khi từ chối công nhận bàn thắng thứ 2 cho Malaysia. Ở phút 55, Lee Tuck treo bóng từ cánh trái giúp Dominic Tan đánh đầu vào lưới trống, nhưng trọng tài Kim Dae-yong cho rằng cầu thủ Malaysia đã phạm lỗi với trung vệ Pansa Hemviboon của Thái Lan khiến anh bị chảy máu đầu. Sau khi tham khảo trọng tài biên và trọng tài bàn, ông Kim quyết định từ chối bàn thắng của Malaysia. Tuy nhiên, pha quay chậm cho thấy người va chạm với Pansa Hemviboon dẫn đến chấn thương là thủ môn Thái Lan Kittipong Phuthawchueak. Sau pha bóng trên, trọng tài Kim còn có thêm một tình huống xử lý sai khi từ chối cho Thái Lan hưởng phạt đền ở phút 86, với tình huống Bordin Phala đột phá bên cánh trái vào vòng cấm và bị truy cản trái phép.[68]